# Фёдоров, Владимир Александрович
Владимир Александрович Фёдоров (род. 10 сентября 1946, Петрозаводск, Карело-Финская ССР, СССР) — советский и российский деятель органов внутренних дел, российский государственный деятель. Начальник Управления ГАИ МВД России с 1990 по 1992. Начальник Главного управления ГАИ—ГИБДД МВД России с 1992 по 2002. Член Совета Федерации Федерального собрания Российской Федерации — представитель от законодательной власти Республики Карелия с 4 января 2003 по 7 октября 2016.
Генерал-лейтенант милиции. Кандидат технических наук. Заслуженный сотрудник органов внутренних дел Российской Федерации (1999).

## Биография
Родился 10 сентября 1946 в столице Карело-Финской ССР — городе Петрозаводске.
В 1965 окончил Петрозаводский автомобильно-дорожный техникум, в 1970 — Ленинградский инженерно-строительный институт, в 1984 — Академию МВД СССР. Кандидат технических наук.
С 1963 по 1964 — автослесарь, шофёр транспортной конторы управления связи в Петрозаводске.
С 1970 по 1974 — инженер, старший инженер отдела ГАИ МВД Карельской АССР.
С 1974 по 1981 — заместитель начальника отдела Государственной автомобильной инспекции (ГАИ) МВД Карельской АССР.
С 1981 по 1982 — заместитель начальника штаба — начальник отделения МВД Карельской АССР.
С 1984 по 1986 — начальник отдела охраны общественного порядка МВД Карельской АССР.
С 1986 по 1989 — заместитель министра внутренних дел МВД Карельской АССР.
С 1989 по 1990 — начальник отдела Главного управления ГАИ МВД СССР.
В 1990 — заместитель начальника Управления ГАИ МВД РСФСР.
С 1990 по 1992 — заместитель начальника Службы милиции общественной безопасности МВД РСФСР — начальник ГАИ.
С 1992 по 1998 — начальник Главного управления ГАИ МВД России.
С 1998 по 2001 — начальник Главного управления ГИБДД МВД России. В этот период ГАИ была преобразования в Государственную инспекцию безопасности дорожного движения.
С 2001 по 2002 — заместитель начальника Службы общественной безопасности — начальник Главного управления ГИБДД МВД России.
С 4 января 2003 по 7 октября 2016 — Член Совета Федерации Федерального собрания Российской Федерации — представитель от законодательной власти Республики Карелия. Член Комитета Совета Федерации по Регламенту и организации парламентской деятельности, член Комиссии Совета Федерации по контролю за обеспечением деятельности Совета Федерации.

## Семья
Женат, есть сын.

## Награды
СССР:
- Медаль «За освоение целинных земель» (1967)
- Медаль «70 лет Вооружённых Сил СССР» (1988)

Россия:
- Медаль «Ветеран труда» (1989)
- Медаль «50 лет Победы в Великой Отечественной войне 1941—1945 гг.» (1995)
- Орден Почёта (1996)
- Медаль Жукова (1996)
- Медаль «300 лет Российскому флоту» (1996)
- Медаль «В память 850-летия Москвы» (1997)
- Заслуженный сотрудник органов внутренних дел Российской Федерации (1999)
- Медаль «За заслуги перед Чеченской Республикой» (5 июня 2006)[2]
- Орден «За заслуги перед Отечеством» IV степени (13 ноября 2006) — за активное участие в законотворческой деятельности и многолетнюю добросовестную работу[3]
- Орден Дружбы (2013)
- Заслуженный юрист Республики Карелия (9 сентября 2016) — за высокий профессионализм и большой вклад в укрепление законности, защите прав и законных интересов граждан, формирование правового государства

- Медаль «За заслуги перед Республикой Карелия» (10 сентября 2021) — за высокие достижения и заслуги перед Республикой Карелия и ее жителями в правоохранительной, государственной и общественной деятельности

Общественные:
- Лауреат Национальной общественной премии транспортной отрасли России «Золотая Колесница»
- Лауреат Национальной премии «Россиянин года» (2006)[4]